# 萊斯利 (阿肯色州)
萊斯利（英語：Leslie）是一個位於美國阿肯色州瑟西縣的城市。

## 地理
萊斯利的座標為35°49′47″N 92°33′28″W / 35.82972°N 92.55778°W，而該地的平均海拔高度為311米（即1020英尺）。

## 人口
根據2020年美國人口普查的數據，萊斯利的面積為1.97平方千米，皆為陸地。當地共有人口375人，而人口密度為每平方千米190人。